# Wecke & Voigts

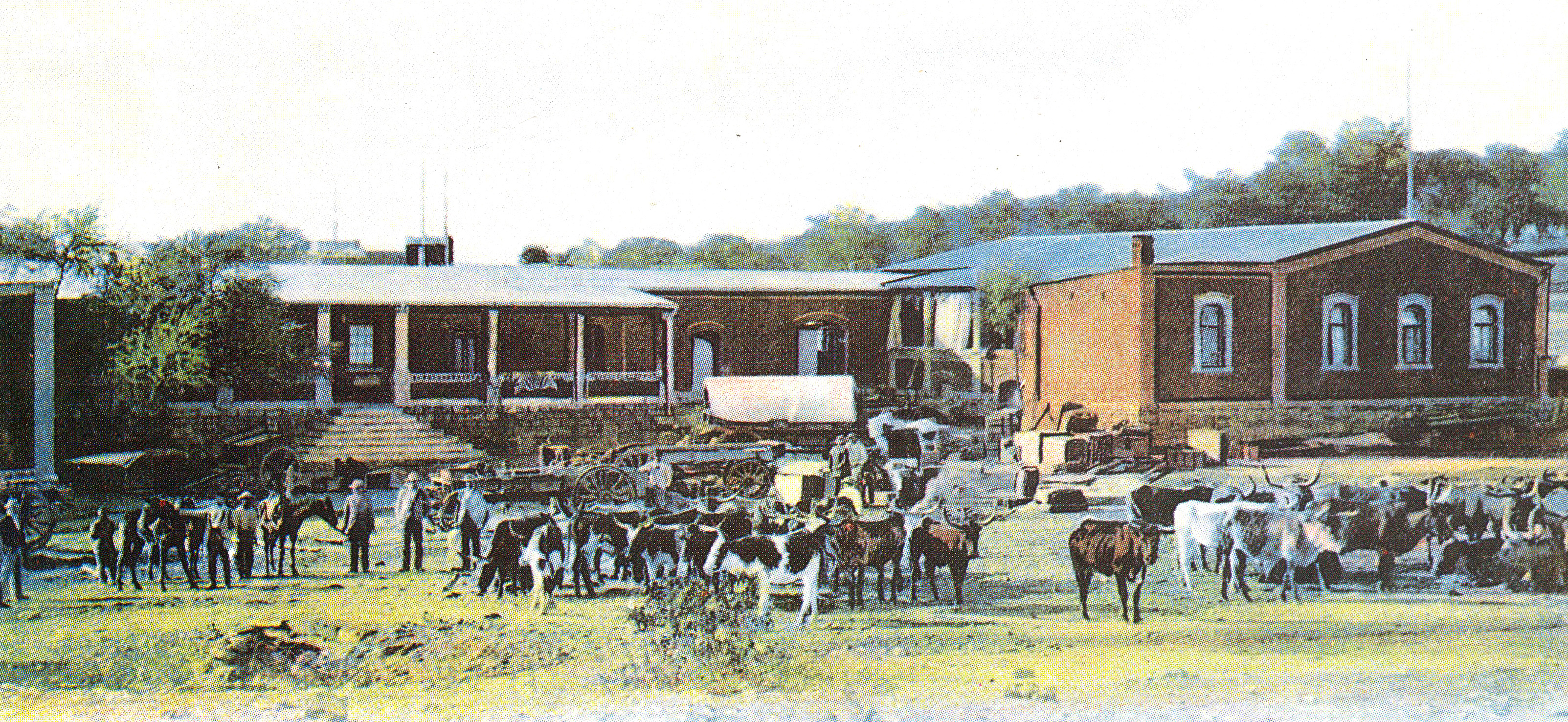
Rinder vor dem Laden von Wecke & Voigts in Windhoek (um 1900)

Wecke & Voigts ist ein 1892 in Okahandja, in Deutsch-Südwestafrika gegründetes Handelsunternehmen. Es ist das älteste seiner Art in Namibia.
Zu Wecke & Voigts gehören neben dem Warenhaus im Gustav Voigts Centre an der Independence Avenue (Schließung nach mehr als 120 Jahren Ende Juni 2021, ein kleineres Ladengeschäft wurde wenig später bei der Maerua Mall eröffnet) auch fünf Supermärkte der Handelsgruppe Spar, das Großhandelsunternehmen Wecke & Voigts National Wholesale und – bis 2020 – das Franchise des südafrikanischen Modehauses Queenspark, alle ebenfalls in Windhoek.
Wecke & Voigts wurde von den Brüdern Gustav Voigts und Albert Voigts sowie Fritz Wecke gegründet. Das Unternehmen befindet sich (Stand Juli 2021) immer noch in Familienbesitz und wird in fünfter Generation geführt. Im Firmenlogo wurde bis 2020 noch auf Deutsch der Slogan „Etwas Besonderes!“ geführt. Am 1. Dezember 2016 übernahm Robert Voigts die Geschäftsführung von seinem Vater.

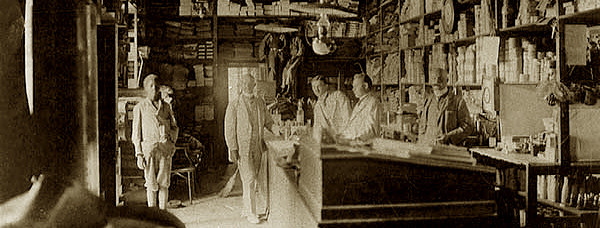
Wecke & Voigts um 1900